# Radôstka
Radôstka es un municipio del distrito de Čadca en la región de Žilina, Eslovaquia, con una población estimada a final del año 2024 de 770 habitantes.
Se encuentra ubicado al noroeste de la región, cerca del curso alto del río Váh (cuenca hidrográfica del Danubio) y de la frontera con la República Checa y Polonia.

## Demografía
| Año        | 1994 | 2004    | 2014    | 2024    |
| ---------- | ---- | ------- | ------- | ------- |
| Población  | 852  | 886     | 829     | 770     |
| Diferencia |      | +3,99 % | −6,43 % | −7,11 % |

| Año        | 2023 | 2024    |
| ---------- | ---- | ------- |
| Población  | 779  | 770     |
| Diferencia |      | −1,15 % |